# ۲٬۲-دی‌متیل-۱-بوتانول
۲،۲-دی‌متیل-۱-بوتانول (به انگلیسی: 2,2-Dimethyl-1-butanol) با فرمول شیمیایی C۶H۱۴O یک ترکیب شیمیایی است. که جرم مولی آن ۱۰۲٫۱۷۴ g/mol می‌باشد. شکل ظاهری این ترکیب، مایع بی‌رنگ است.